# KFNB Ia
A KFNB Ia sorozat egy gyorsvonati szerkocsis gőzmozdony sorozat volt az osztrák Ferdinánd császár Északi vasút-nál (németül: Kaiser-Ferdinands-Nordbahn, KFNB).

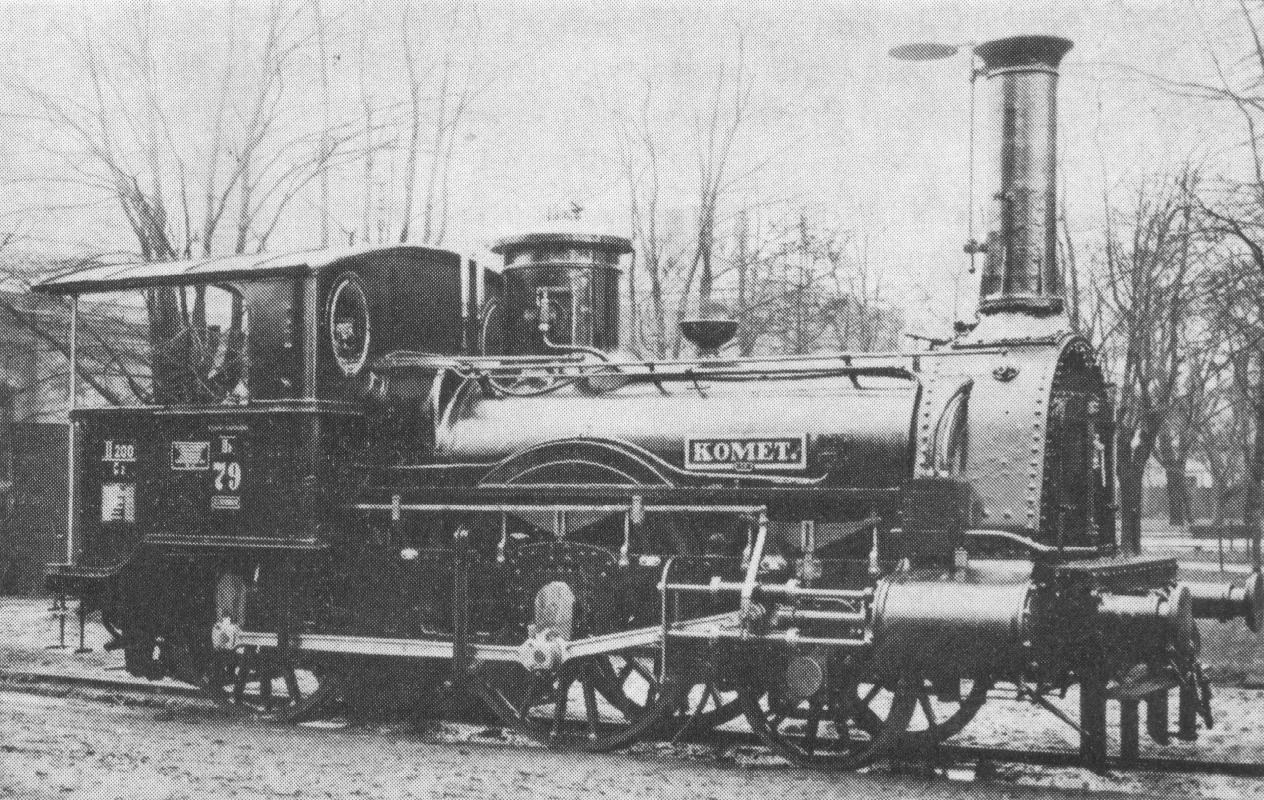
KFNB Komet II

A bécsi Sigl mozdonygyár 1862-ben öt db kéthengeres-telített gőzű, 1A1 tengelyelrendezésű gőzmozdonyt szállított  a KFNB-nek. A mozdonyoknak a kor szokásának megfelelően neveket adtak: RAKETE, BLITZ, KOMET, VESTA és NEPTUN. 1869-től a IVa osztályba, majd 1881-től az Ia osztályba sorolták őket. A mozdonyok külsőkeretesek voltak Hall forgattyúval és kis teljesítményű kazánnal.
Az 1873-as gazdasági válság után személyvonati szolgálatra használták őket, ám erre nem voltak alkalmasak, ezért 1882 és 1883 között átépítették a mozdonyokat 1B tengelyelrendezésűvé és a IIb 1 osztályba sorolták át őket. Az átépítés során megnövelték a kazán rostélyfelületét, átalakították az állókazánt is és megnövelték a gőznyomást. A gőzdóm hátrább került a hosszkazánon. Az átalakítással megnőtt a mozdony hossza és kismértékben a tömege is. A mozdonyokra vezetőállás került.
A KOMET a KFNB 1906-os államosítása után az osztrák császári és Királyi Osztrák Államvasutakhoz került (németül: k.k. österreichischen Staatsbahnen, kkStB) a kkStB 407 sorozatba. 1913-ban selejtezték.

## Fordítás
- Ez a szócikk részben vagy egészben  a   KFNB Ia című német Wikipédia-szócikk fordításán alapul.  Az eredeti cikk szerkesztőit annak laptörténete sorolja fel. Ez a jelzés csupán a megfogalmazás eredetét és a szerzői jogokat jelzi, nem szolgál a cikkben szereplő információk forrásmegjelöléseként.